# Clavaspis pituranthi
Clavaspis pituranthi är en insektsart som beskrevs av Williams 1962. Clavaspis pituranthi ingår i släktet Clavaspis och familjen pansarsköldlöss. Inga underarter finns listade i Catalogue of Life.